# Młyn w Woli Moszczenickiej
Młyn w Woli Moszczenickiej – młyn wodny nad Moszczanką wybudowany ok. 1935 r. w Moszczenicy, obecnie zlokalizowany na obszarze wsi Wola Moszczenicka w powiecie piotrkowskim, 
w województwie łódzkim.

## Historia miejsca
Młyny wodne w tej lokalizacji istniały od niepamiętnych czasów. Zachowały się wzmianki z XVI w. o istnieniu młyna w Moszczenicy. Poprzednikiem obecnie istniejącego młyna był wybudowany ok. 1900 r. drewniany, parterowy młyn kryty papą, usytuowany częściowo na palach wodnych nad wodą a częściowo na stałym lądzie. Młyn był poruszany kołem wodnym podsiębiernym. W 1925 r. założono turbinę wodną i mlewniki walcowe. Przy młynie utworzono sztuczny staw młyński o powierzchni ok. 1 ha. Młyn uległ zniszczeniu ok. 1935 r..

## Obecny młyn
W miejscu po zniszczonym młynie wybudowany został obecnie istniejący młyn jako budynek murowany murowany, jednopiętrowy, z dachem dwuspadowym krytym papą. Do młyna przylegała drewniana turbinownia. Był poruszany turbiną wodną i wyposażony w 2 pary walców, upust betonowy i podgródki betonowe z zastawką. W 1945 r. został upaństwowiony. Od 1948 był korzystał z napędu elektrycznego. W okresie PRL działał pod zarządem PGR w Moszczenicy. W 2025 r. jest nieczynny i niezagospodarowany.

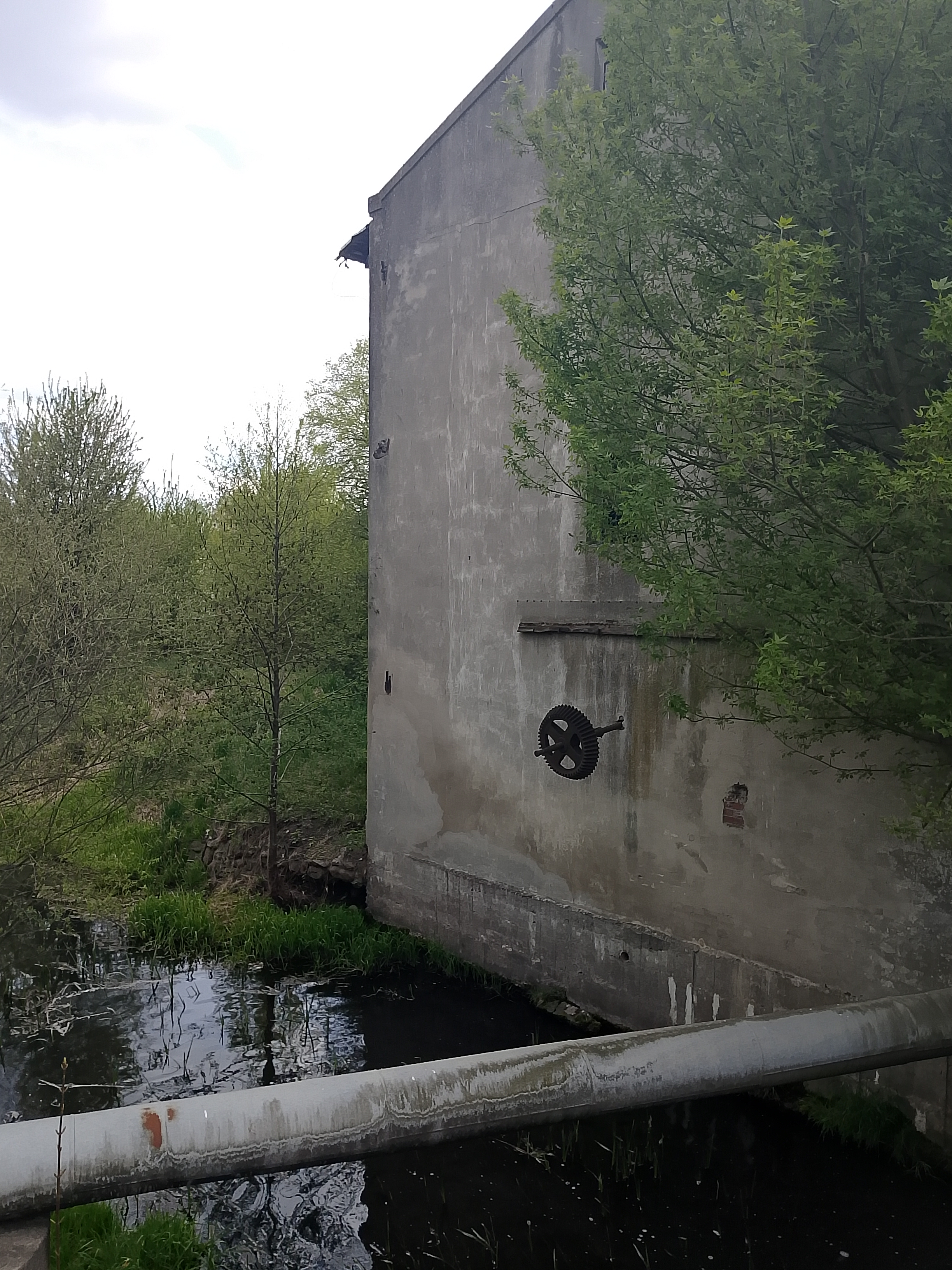
Pozostałości wyposażenia turbinowni (2025)

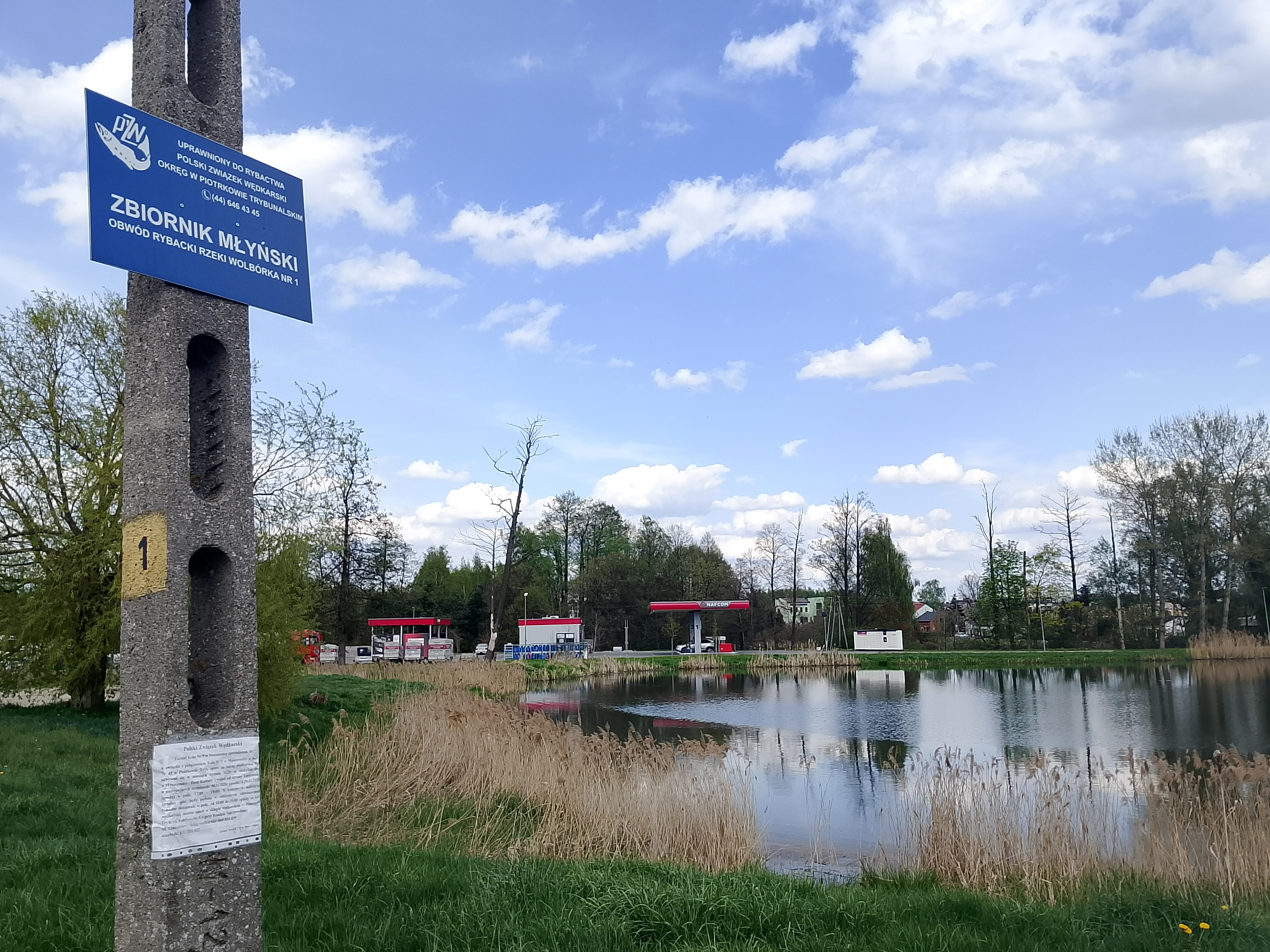
Staw młyński.